# جوان دي نوفا
جوان دي نوفا (بالبرتغالية: João da Nova، تلفظ برتغالي: ‎/ʒuˈɐ̃w̃ dɐ ˈnɔvɐ/‏) (ولد عام 1460 في ماثيدا، أورينسي، غاليسيا؛ توفي في 16 يوليو عام 1509 في كوتشي، الهند) كان مستكشفًا برتغاليًا غاليسيًا للمحيطين الأطلسي والهندي في خدمة البرتغال. يُنسب له اكتشاف جزر أسينشين وسانت هيلينا.
سُميت جزيرة جوان دي نوفا، في قناة موزمبيق، نسبةً إليه. كانت جزيرة فاركوهار المرجانية (في سيشل) تُعرف لفترة طويلة باسم جزر جوان دي نوفا. يُعتقد أن جزر أغاليغا (في المحيط الهندي) سميت أيضًا باسمه (رغم أنه غالبًا لم يزرها قط).

## سيرته الذاتية
ولد جوان دي نوفا لعائلة نبيلة في ماثيدا، غاليسيا، التي كانت حينها تابعة لتاج قشتالة. أُرسل نوفا من قبل عائلته إلى البرتغال، حيث نشأ، هربًا من الصراعات بين الفصائل الأرستقراطية المعروفة باسم حروب إيرماندينيو، نصّبه الملك مانويل الأول عمدة للشبونة في عام 1496.

## رحلته الأولى إلى الهند
في 9 أو 10 مارس عام 1501، غادر جوان دي نوفا ليقود البعثة البرتغالية الثالثة إلى الهند، إذ قاد أسطولًا صغيرًا مكونًا من أربع سفن ضمن مبادرة خاصة مشتركة بين فلورنتين بارتولوميو مارشيوني والبرتغالي د. ألفارو دي براغانزا. في الفترة الأخيرة من هذه الرحلة الاستكشافية، في مايو عام 1501، يُعتقد أن نوفا شاهد جزيرة أسينشين في جنوب المحيط الأطلسي. بعد مروره من رأس الرجاء الصالح، قيل إنه اكتشف أيضًا ما دُعيت منذ ذلك الحين جزيرة جوان دي نوفا في قناة موزمبيق.
عند وصوله إلى الهند، أنشأ نوفا مركزًا تجاريًا في كانور وترك وراءه معملًا (نيابةً عن اتحاد مارشيوني براغانزا الخاص، وليس التاج البرتغالي). في 31 ديسمبر عام 1501، اشتبك أسطول جوان دي نوفا الصغير مع أسطول سامري كاليكوت ضمن معركة خارج ميناء كانور، وهي أول معركة بحرية برتغالية في المحيط الهندي. توقع بعض المؤرخين أن نوفا (أو أحد قباطنته) ربما زار جزيرة سيلان (سريلانكا) في وقت ما من هذه الرحلة، قبل أربع سنوات من أول زيارة برتغالية موثقة رسميًا لد.لورينسو دي ألميدا في عام 1505-1506. 
غادر أسطول نوفا الهند في يناير عام 1502. في رحلة العودة، يُقال إن نوفا اكتشف جزيرة سانت هيلينا (القديسة هيلانة) الواقعة في جنوب المحيط الأطلسي في 21 مايو عام 1502، يوم عيد هيلينا القسطنطينية. مع ذلك، استعرضت ورقة بحثية نُشرت في عام 2015 تاريخ الاكتشاف وأشارت إلى أن جان هيغن فان لينشوتين ربما كان أول من ذكر أن الجزيرة سميت بهذا الاسم لأنها اكتُشفت في 21 مايو. بالنظر إلى أن لينشوتين ذكر أن أحد العنصرة يقع بحسب التاريخ المسيحي الغربي في 21 مايو عام 1589 (بدلاً من تاريخ الكنيسة الأرثوذكسية في 28 مايو)، تذكر الورقة أن لينشوتين كان يشير إلى عيد القديسة هيلانة بحسب الكنيسة البروتستانتية في 21 مايو، وليس حسب نسخة الكنيسة الأرثوذكسية في نفس التاريخ. يُقال إن البرتغاليين أسسوا الجزيرة قبل عقدين من بدء الإصلاح وتأسيس البروتستانتية، لذلك لا يمكن أن تكون الجزيرة قد سُميت بهذا الاسم لأنها اكتُشفت في يوم العيد البروتستانتي. اقتُرح تاريخ اكتشاف بديل في 3 مايو في يوم العيد الكاثوليكي الذي يحتفل باكتشاف الصليب الحقيقي من قبل القديسة هيلانة في القدس، كما ذكر أودواردو دوارتي لوبيز في عام 1591 والسير توماس هربرت في عام 1638، باعتباره تاريخيًا أكثر مصداقية من تاريخ البروتستانت في 21 مايو. تذكر الورقة أنه إذا وقع اكتشاف دي نوفا في 3 مايو عام 1502، فربما مُنع من تسمية الجزيرة إيلا دي فيرا كروز (جزيرة الصليب الحقيقي) لأن بيدرو ألفاريز كابرال خصص نفس الاسم للساحل البرازيلي، الذي كان يعتقد أنه بارة عن جزيرة كبيرة، في 3 مايو عام 1500. وصلت أخبار اكتشاف كابرال إلى لشبونة مباشرةً من أمريكا الجنوبية قبل أن ينطلق أسطول دي نوفا في رحلته إلى الهند عام 1501. إذا كان دي نوفا يعرف أن اسم الصليب الحقيقي قد استُخدم بالفعل، كان الاسم البديل الواضح والمعقول لتسمية الجزيرة هو «سانتا هيلينا».